# آندرئا تافی (دوچرخه‌سوار)
آندرئا تافی (ایتالیایی: Andrea Tafi؛ زادهٔ ۷ مهٔ ۱۹۶۶) دوچرخه‌سوار اهل ایتالیا است.

## باشگاهی
از باشگاه‌هایی که در آن رکاب زده‌است می‌توان به تیم دوچرخه‌سواری ماپی و تیم دوچرخه‌سواری کاررا اشاره کرد.